# 風冷

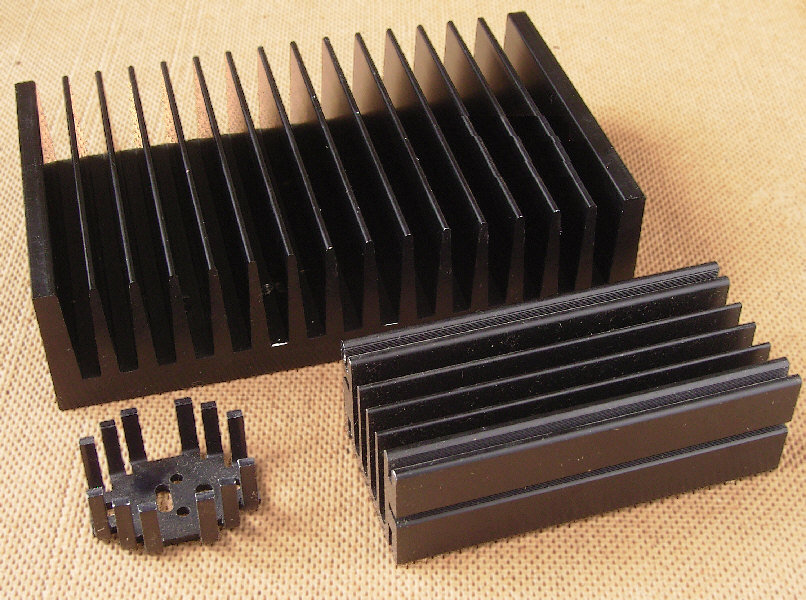
散热片

风冷，又稱氣冷，是冷却方式的一种，即用空气作为媒介冷却需要冷却的物体。通常是加大需要冷却的物体的表面积，或者是加快单位时间内空气流过物体的速率，抑或是两种方法共用。前者可依靠在物体表面加散热片来实现，通常把散热片挂在物体外，或是固定在物体上以使散热更高效。后者可用风扇（风机）来加强通风、强化冷却效果。大多数情况下，加入散热片可以使冷却效率大大提高。
在任何情况下，所用的空气都要比物体及其表面的温度低，才能带走热量，这是由于热力学第二定律的约束，即不可能把热量从低温物体传到高温物体而不引起其他变化。

## 实例

### 机动车
风冷被用于冷却内燃机，尤其是航空器的内燃机，因为冷却液要随时可用并且温度合适，以保证高效冷却。当很多内燃机在一起时就被称为水冷内燃机，通常是用通过散热器或换热器的空气来冷却其冷却液。
直接使用风冷发动机的汽车比较少见，最常见的例子之一是水平對臥式引擎，曾被保時捷大量使用。著名的旧车型包括大众甲壳虫及相关车型雪铁龙2CV、雪佛兰Corvair和保时捷911。

### 涡轮发动机
燃气涡轮发动机（如涡轮扇叶发动机、涡轮喷气发动机等）包含涡轮机，可以使燃烧室内的热气排出。当必要时，会从压缩系统通入温度较低的空气冷却涡轮转子叶片，以防其熔化。

### 电子元件

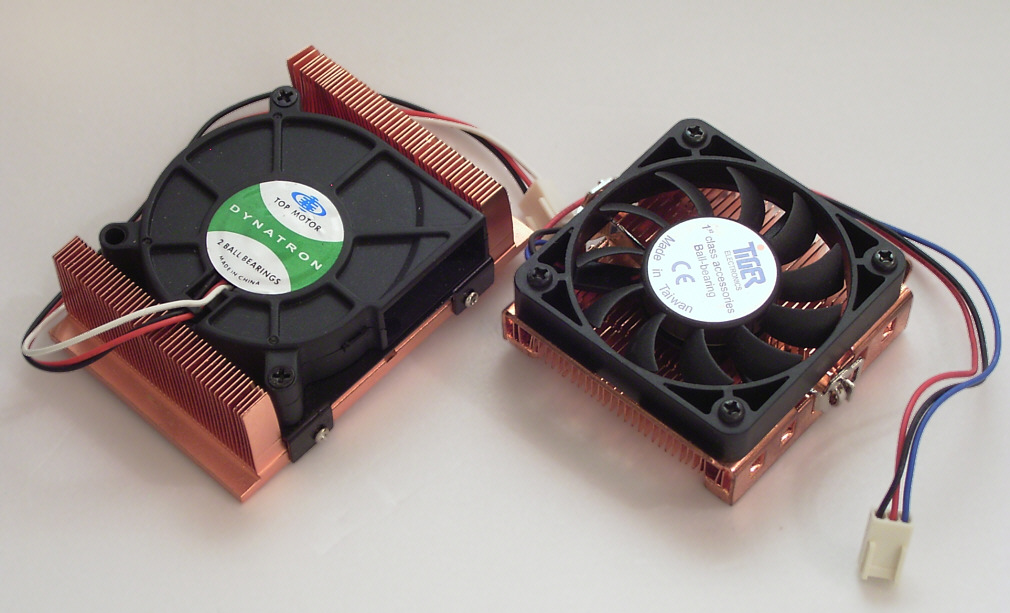
微处理器风扇

风冷技术在CPU冷却中广泛应用，因为电脑处理器会产生大量热，如果不及时散热会损坏CPU和其他电子元件。这种下，空气作为絕緣體也是其优势之一。不过到了将来，如果处理器散热量太大，那么风冷散热效果就不大了，随之这种方法就会被废弃。

### 工业
很多产业过程中都需要将空气作为直接或间接的冷却媒介。空调是一种常用的空气处理过程，用于一间房屋或是整栋建筑中，可以冷却空气以便使居住者处于舒适的环境中。通常空气用急冷水或盐水冷却，然后以媒介将热量传到室外，通常用风扇驱动的水气换热器将热排放到大气中。身边也有常见的例子，如一些火力發電站及核能發電廠裝有使用了风冷技术的冷卻塔。